# مايك كوكس
مايك كوكس (بالإنجليزية: Mike Cox)‏ (و. 1985  م) هو لاعب كرة قدم أمريكية، من الولايات المتحدة، يلعب كظهير ‏.